# Maliattha mabenora
Maliattha mabenora là một loài bướm đêm trong họ Noctuidae.